# Marian Giertych
Marian Jędrzej Giertych (ur. 10 października 1965 w Kórniku) – polski botanik, profesor nauk rolniczych związany z Uniwersytetem Zielonogórskim.

## Życiorys
Ukończył studia biologii na Uniwersytecie im. Adama Mickiewicza w Poznaniu (1990) – specjalność biologia środowiskowa. W roku 1999 obronił pracę doktorską na Wydziale Leśnym, Akademii Rolniczej im Augusta Cieszkowskiego w Poznaniu (obecnie Uniwersytet Przyrodniczy). Stopień doktora habilitowanego nauk biologicznych w dyscyplinie biologia uzyskał w 2010 na Uniwersytecie im. Adama Mickiewicza w Poznaniu.
Od 1990 jest pracownikiem Polskiej Akademii Nauk, Instytutu Dendrologii w Kórniku. Od jest profesorem nadzwyczajnym Uniwersytetu Zielonogórskiego; Wydział Nauk Biologicznych; Katedra Botaniki i Ekologii. Był członkiem Rady Naukowej Instytutu Dendrologii PAN w Kórniku w kadencji 2015-2018. W wyborach parlamentarnych w 1993 kandydował do Sejmu z listy UPR.
26 lutego 2021 Prezydent RP nadał mu tytuł profesora.

## Życie prywatne
Jest synem Macieja Giertycha i bratem Romana Giertycha. Jego pasją jest ornitologia. Jest żonaty, ma pięć córek. 

## Publikacje
Jest autorem licznych publikacji. Współpracuje także z czasopismem popularnonaukowym „Wiedza i Życie”.